# نبرد رمله (۱۱۰۱)
نبرد رمله (انگلیسی: Battle of Ramla) که به عنوان اولین نبرد رمله در تاریخ شناخته می‌شود، در هفتم سپتامبر ۱۱۰۱ میلادی بین صلیبیون پادشاهی اورشلیم و خلافت فاطمیان در فلسطین و شهر رمله که در مسیر بیت‌المقدس به اشکلون قرار داشت در گرفت.
در این نبرد، نیروهای صلیبی تحت رهبری پادشاه بیت‌المقدس بالدوین یکم قرار داشتند، پس از شکست فاطمیان در این نبرد آنها برای مدت ۳ ماه مجبور به عقب‌نشینی از مواضع قبلی خود شدند، پس از این نبرد و عقب‌نشینی نیروهای مسلمان، بالدوین دست به تعقیب آنها زد و پس از پیروزی مجدد، اردوگاه آنها و خود شهر رمله را غارت کرد